# Запольский, Андрей Васильевич
Андрей Васильевич Запольский (1768 — 1813) — генерал-майор русской армии, герой сражения при Прейсиш-Эйлау.
Родился в 1768 году. Военную карьеру начал 16 марта 1791 года унтер-офицером в лейб-гвардии Преображенский полк и сразу же принял участие в завершающих действиях русско-турецкой войны.
1 января 1794 года получил чин прапорщика. 9 января 1799 года в чине штабс-капитана пожалован орденом Св. Иоанна Иерусалимского, а 15 декабря того же года произведен в полковники.
24 августа 1804 года пожалован званием шефа Екатеринославского гренадерского полка, 18 ноября 1804 года произведён в генерал-майоры. Во главе этого полка в 1805 году сражался против французов в Австрии. В кампании 1806—1807 годов в Восточной Пруссии также участвовал в ряде сражений и 8 апреля 1807 года был награждён орденом св. Георгия 3-й степени (№ 156 по кавалерским спискам)
В воздаяние отличнаго мужества и храбрости, оказанных в сражении против французских войск 27-го января при Прейсиш-Эйлау.
По окончании этой кампании, оставаясь в звании шефа Екатеринославского гренадерского полка, командовал бригадой в 6-й (затем переименованной в 7-ю) пехотной дивизии, а 4 декабря 1811 года получил в командование 3-ю бригаду 1-й гренадерской дивизии.
15 марта 1812 года был назначен командиром 35-й пехотной дивизии во 2-м резервном корпусе, дивизия эта состояла из запасных батальонов полков 2-й гренадерской дивизии. Во время Отечественной войны 1812 года находился в составе корпуса генерала Ф. Ф. Эртеля, а в конце года временно командовал всем 2-м резервным корпусом.
В Заграничных кампаниях 1813—1814 годов командовал бригадой в 1-м корпусе Резервной армии. Скончался 7 марта 1813 года, из списков исключён умершим от болезни 25 апреля 1813 года.
Среди прочих наград имел ордена св. Владимира 3-й степени и св. Анны 1-й степени, командорский крест ордена св. Иоанна Иерусалимского, золотую шпагу с надписью «За храбрость» и прусский орден Красного Орла.